# Alexander Arkhangelsky
Alexander Alexandrovich Arkhangelsky (em russo:  Алекса́ндр Алекса́ндрович Арха́нгельский; Cazã, 1892 – Moscou, 1978) foi um projetista de aviões russo.

## Biografia
Arkhangelsky obteve a graduação na Universidade Técnica Estatal Bauman de Moscou em 1918. Durante seus estudos trabalhou no laboratório de aerodinâmica dirigido por Nikolai Jukovski, e depois no TsAGI, de 1918 a 1936.
Após o estabelecimento do escritório de projeto de aeronaves de Andrei Tupolev no TsAGI, participou em todos os projetos Tupolev.
Em 1932 foi chefe do departamento de aeronaves de alta velocidade. Foi o projetista líder do primeiro bombardeiro soviético, o ANT-40 (SB), e seu desenvolvimento como transportador, o PS-35. A partir de 1936 foi chefe do escritório e responsável pela produção em larga escala do SB. Foi o projetista chefe do Arkhangelsky Ar-2.
Tio do matemático Alexander Arhangelskii.